# Nils Liedholm
Nils Liedholm (født 8. oktober 1922, død 5. november 2007) var en svensk fodboldspiller og -træner. Han var i 1950'erne en del af den legendariske "Gre-No-Li"-midtbane for AC Milan, der var med til at skaffe denne klub mange triumfer. Efterfølgende var han i næsten 35 år en højt estimeret træner for en række italienske klubber, især AC Milan og AS Roma.

## Karriere

### Klub
Som helt ung spillede Liedholm i Waldemarksviks IF, og i 1943 skiftede han til IK Sleipner i Norrköping. I 1946 skiftede han til den større klub IFK Norrköping, hvor han fik sit gennembrud, og som han var med til at gøre til svensk mester i 1947 og 1948. Efter indsatsen på landsholdet ved OL 1948 blev især italienske klubber interesseret i svenske spillere, og Lindholm blev i 1949 sammen med Gunnar Gren og Gunnar Nordahl professionelle i AC Milan, hvor trioen blev legender i klubbens historie. De spillede blot fire sæsoner sammen, men i 1951 vandt Milan det italienske mesterskab med det største pointantal på en sæson (60), inklusiv en uafbrudt sejrsrække på ti kampe – fortsat rekord for klubben.
I 1953 rejste Gren videre, og nogle år senere forlod også Nordahl klubben, men Liedholm spillede resten af sin aktive karriere i klubben (1949-1961), og han spillede i alt 359 kampe med 81 scoringer. Det blev til yderligere tre mesterskaber og to pokalsejre med klubben. 

### Landshold
Liedholm debuterede på det svenske landshold i 1947, og han var med på holdet ved OL 1948 i London. Her vandt Sverige først 3-0 over Østrig, derpå 12-0 over Korea, inden de i semifinalen besejrede Danmark med 4-2. I finalen mødte svenskerne Jugoslavien og vandt 3-1, hvorved svenskerne vandt sin hidtil eneste guldmedalje i fodbold; Jugoslavien fik sølv og Danmark bronze. Liedholm scorede to mål i turneringen, begge mod Korea.
Han spillede i alt 18 landskampe i 1947-1949 og scorede der ti mål. Efter at han blev professionel i 1949, var han udelukket fra landsholdet i flere år. Men op til VM 1958 i Sverige ændrede det svenske fodboldforbund holdning og tillod professionelle spillere, og Liedholm  var en af de spillere, der kom med igen. Han var anfører på holdet under slutrunden og scorede det andet mål i Sveriges første gruppekamp mod Mexico, som blev vundet 3-0. Holdet kvalificerede sig til kvartfinalen efter sejr over Ungarn og uafgjort mod Wales, og i kvartfinalen vandt de 2-0 over Sovjetunionen, fulgt af sejr på 3-1 i semifinalen over Tyskland. Slutkampen stod mod Brasilien, og efter at Liedholm havde scoret finalens første mål, måtte svenskerne strække våben over for det stærke brasilianske hold, der med den unge Pelé på holdet vandt 5-2. VM-finalen blev Liedholms 23. og sidste landskamp.

### Trænerkarrieren
Efter afslutningen af den aktive karriere blev Nils Liedholm træner. Fra 1963] var han træner i blandt andet Milan (tre perioder, et mesterskab), Hellas Verona FC (to perioder), ACF Fiorentina (to perioder) og AS Roma (fire perioder, et mesterskab), inden han i 1997 trak sig tilbage i en alder af næsten 75. Ved siden af fodbolden dyrkede Liedholm vin, og han havde sin egen vingård.